# Liste du patrimoine mondial au Belize
Cet article recense les sites inscrits au patrimoine mondial au Belize.

## Statistiques
Le Belize ratifie la Convention pour la protection du patrimoine mondial, culturel et naturel le 6 novembre 1990 (le pays est indépendant du Royaume-Uni depuis 1981). Le premier site protégé est inscrit en 1996. Le pays n'a encore jamais eu de mandat au Comité du patrimoine mondial
Depuis 1996, le Belize compte un site inscrit au patrimoine mondial, mixte. Il ne compte plus aucune inscription sur sa liste indicative depuis cette date.

## Listes
Les sites suivants sont inscrits au patrimoine mondial.
| Site                                                 | Districts                            | Type                   | Date | Superficie (ha) | Lien | Notes | Coordonnées | Illus. |
| ---------------------------------------------------- | ------------------------------------ | ---------------------- | ---- | --------------- | ---- | --- | --- | ------ |
| Réseau de réserves du récif de la barrière du Belize | Belize, Corozal, Stann Creek, Toledo | Mixte (vii), (ix), (x) | 1996 | 96 300          | 764  | En péril entre 2009 et 2018. L'inscription concerne 7 zones protégées : - Parc national et réserve marine Bacalar Chico (en) - Monument naturel Grand Trou Bleu - Monument naturel Caye Half Moon - Réserve marine South Water Caye (en) - Réserve marine Récif Glover - Parc national Caye Laughing Bird - Réserve marine Cayes Sapodilla | 18° 08′ 28″ nord, 87° 51′ 47″ ouest 17° 18′ 37″ nord, 87° 32′ 04″ ouest 17° 02′ 28″ nord, 87° 32′ 31″ ouest 16° 43′ 08″ nord, 88° 08′ 56″ ouest 16° 49′ 04″ nord, 87° 47′ 28″ ouest 16° 26′ 18″ nord, 88° 11′ 50″ ouest 15° 56′ 42″ nord, 88° 16′ 19″ ouest |        |